# Генчлербірлігі
«Генчлербірлігі» СК (тур. Gençlerbirliği Spor Kulübü; дослівно: Спортивний клуб союзу молоді) — турецький футбольний клуб з міста Анкара. 
Виступає в вищому дивізіоні — Турецькій Суперлізі. Матчі проводить на стадіоні «19 майїс» (19 травня).

## Історія
Клуб засновано 14 квітня 1923 року після об'єднання кількох місцевих команд (Ерджієсспор, Санаїспор і Ортаанадолуспор). Клубними кольорами обрано чорний і червоний. 
У 1973 році клуб виходить до Першої ліги чемпіонату Туреччини, але протягом наступних сезонів балансує між різними дивізіонами. З 2005 року доволі успішно виступає у Турецькій Суперлізі.

## Досягнення
- Чемпіонат Туреччини: чемпіон (1941, 1946); 2-е місце (1951); 3-є місце (1965/66 і 2002/2003).
- Кубок Туреччини з футболу: володар кубка (1986/87, 2000/01)

## Виступи в єврокубках
Кубок володарів кубків:
| Сезон     | Раунд |      | Клуб              | Рахунок  |
| --------- | ----- | ---- | ----------------- | -------- |
| 1987—1988 | 1R    | СРСР | «Динамо» (Мінськ) | 1-2, 0-2 |

Кубок УЄФА:
| Сезон     | Раунд |            | Клуб                 | Рахунок  |
| --------- | ----- | ---------- | -------------------- | -------- |
| 2001—2002 | 1R    | Швеція     | Гальмстад БК         | 1-1, 0-1 |
| 2003—2004 | 1R    | Англія     | «Блекберн Роверс»    | 3-1, 1-1 |
| 2003—2004 | 2R    | Португалія | «Спортінг» (Лісабон) | 1-1, 3-0 |
| 2003—2004 | 3R    | Італія     | ФК Парма             | 3-0, 1-0 |
| 2003—2004 | 4R    | Іспанія    | Валенсія КФ          | 1-0, 0-2 |
| 2004—2005 | Q2    | Хорватія   | НК Рієка             | 1-0, 1-2 |
| 2004—2005 | 1R    | Греція     | Егалео ФК            | 1-1, 0-1 |

## Відомі гравці
- Омер Чаткич
- Дебатік Цуррі
- Радосав Петрович
- Олександр Гліб